# Arnoglossus micrommatus
Arnoglossus micrommatus es una especie de pez de la familia Bothidae en el orden de los Pleuronectiformes.

## Morfología
• Pueden llegar alcanzar los 13,1 cm de longitud total.

## Distribución geográfica
Su hábitat se encuentra en las  costas del oeste de Australia.